# Стив Джеймс
Стив Джеймс (на английски: Steve James) е американски актьор, каскадьор и майстор на бойни изкуства.

## Биография
Стив Джеймс е роден на 19 февруари 1952 г. в Ню Йорк. Баща му Хъби Джеймс е тромпетист.
Джеймс завършва Пауър Мемориъл Академи през 1970 г., след което следва кино в C.W. Пост Колеж. След като се дипломира, играе в театъра и снима телевизионни реклами.
Джеймс започва кариерата си в киното като каскадьор за филмови продукции като „The Wiz“, „Войните“ и „Странниците“. Практикува и бойни изкуства и е експерт във Фу Джоу Паи, система в Тайгър Клоу Кунг Фу.
Стив Джеймс се жени за Кристин Пен Джеймс в Хавай. По време на медения си месец отива на кастинг за сериала „Raven“, който е сниман в Хавай в студиото, където е заснет „Магнум“.
Умира от рак на панкреаса на 18 декември 1993 г. на 41-годишна възраст. Заобиколен от съпругата си Кристин и дъщеря си Деби Джеймс от предишен брак. Кремиран е. Вдовицата му е писателка, а дъщеря му модел и певица.
Последният му филм е „Bloodfist V: Human Target“ и в пилотния епизод на сериала „M.A.N.T.I.S.“ Стив Джеймс е трябвало да бъде в ролята на майор Джаксън Бригс във филма „Смъртоносна битка“ (1995).

## Филми
| Година | Заглавие              | Оригинално заглавие                 | Роля                    | Бележки           |
| ------ | --------------------- | ----------------------------------- | ----------------------- | ----------------- |
| 1985   | Американски нинджа    | American Ninja                      | Ефрейтор Къртис Джаксън |                   |
| 1986   | Делта Форс            | The Delta Force                     | Боби Лий                |                   |
| 1986   | Отмъщението           | Avenging Force                      | Лари Ричардс            |                   |
| 1987   | Американски нинджа 2  | American Ninja 2: The Confrontation | Сержант Къртис Джаксън  |                   |
| 1988   | Героят и страшилището | Hero and the Terror                 | Робинсън                |                   |
| 1989   | Американски нинджа 3  | American Ninja 3: Blood Hunt        | Сержант Къртис Джаксън  |                   |
| 1994   | Кървав юмрук V        | Bloodfist V: Human Target           | Маркъс / Дрю Уошингтън  | Директно-за-видео |